# 秋田県道289号上郷仁賀保線
秋田県道289号上郷仁賀保線（あきたけんどう289ごう かみごうにかほせん）は、秋田県にかほ市を通る一般県道である。

## 概要
にかほ市象潟町小滝で秋田県道58号象潟矢島線・由利本荘市矢島町方面から直通し、赤石川沿いを中流まで並行し、金浦温泉付近で進路を北東に変える。白雪川を渡って小出郵便局を左折し、秋田県道290号小出金浦線交点を右折すると、にかほ市院内字柴森・秋田県道32号仁賀保矢島館合線交点に至る。

### 路線データ
- 総延長 : 10.917 km（県道32号交差点重複18 m含む）[2]
- 実延長 : 10.899 km[2]
- 起点 : 秋田県にかほ市象潟町小滝字石名坂82番（秋田県道58号象潟矢島線交点）[3]北緯39度11分45.4秒 東経139度57分29.05秒
- 終点 : 秋田県にかほ市院内字柴森1番36（秋田県道32号仁賀保矢島館合線交点）[3]北緯39度16分24.96秒 東経139度58分26.49秒
- 未供用区間 : なし[2]

## 歴史
- 1959年（昭和34年）2月17日 - 秋田県道に認定される[3]。

## 路線状況

### 冬期閉鎖区間
- なし[4]

### 交通不能区間
- なし[5]

## 地理

### 交差する道路
| 施設名 | 接続路線名                   | 備考          | 所在地                                                           |
| ------ | ---------------------------- | ------------- | ---------------------------------------------------------------- |
|        | 秋田県道58号象潟矢島線       | 起点          | にかほ市象潟町小滝字石名坂                                       |
|        | 秋田県道312号長岡冬師城内線  | 県道312号起点 | にかほ市象潟町長岡字前田北緯39度12分14.97秒 東経139度56分58.66秒 |
|        | 秋田県道290号小出金浦線      |               | にかほ市中三地字十文字北緯39度15分11.73秒 東経139度57分13.86秒   |
|        | 秋田県道32号仁賀保矢島館合線 | 終点          | にかほ市院内字柴森                                               |

### 沿線の施設など
- 金浦温泉・学校の栖
- 小出郵便局
- 由利院内郵便局